# Cottoidea
Die Einteilung der Lebewesen in Systematiken ist kontinuierlicher Gegenstand der Forschung. So existieren neben- und nacheinander verschiedene systematische Klassifikationen. 
Das hier behandelte Taxon ist durch neue Forschungen obsolet geworden oder ist aus anderen Gründen nicht Teil der in der deutschsprachigen Wikipedia dargestellten Systematik.

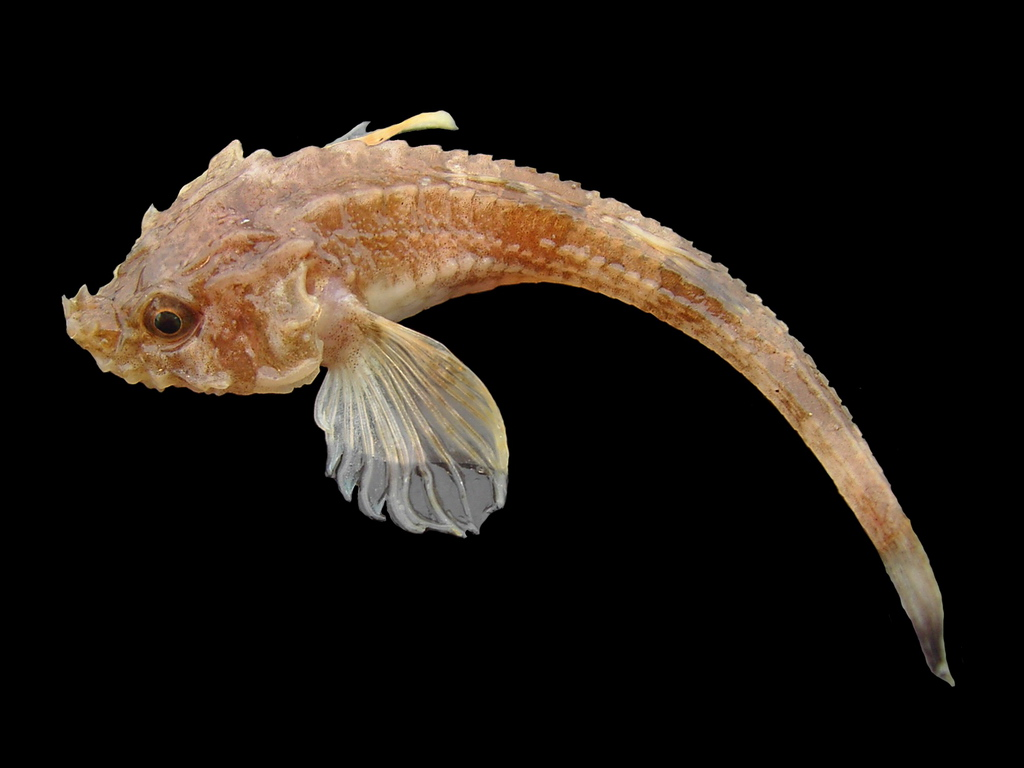
Steinpicker (Agonus cataphractus)

Die Cottoidea sind eine nicht mehr allgemein anerkannte Überfamilie groppenartiger Fische, die vor allem in kalten und gemäßigten Meeresregionen der Nordhalbkugel vorkommen. Die Angehörigen der Gattung Cottus, die zwei Arten der Baikal-Ölfische und weitere im Baikalsee und seinen Zuflüssen endemische Groppenarten leben in kalten Süßgewässern, von der Südhalbkugel sind nur verhältnismäßig wenige marine Arten bekannt. Insgesamt zählt die Überfamilie fast 400 Arten in fast 100 Gattungen.

## Systematik
Die Cottoidea sind die artenreichste Gruppe der Groppenverwandten, die traditionell eine Unterordnung der Panzerwangen (Scorpaeniformes) bzw. in der neuen Knochenfischsystematik von Wiley & Johnson eine Unterordnung der Groppenartigen (Cottiformes) bilden. Je nach Autor werden acht bis zehn Familien in die Cottoidea gestellt und die Cottoidea den Cyclopteroidea (Seehasen (Cyclopteridae) und Scheibenbäuche (Liparidae)) als Schwestergruppe gegenübergestellt. Bei Wiley & Johnson werden allerdings auch diese beiden Familien sowie Normanichthys in die Cottoidea einbezogen.

## Merkmale
Nelson gibt als charakteristisches Merkmal für die Cottoidea u. a. das Fehlen des Keilbeins (Basisphenoid) und der Hypurapophyse und den fehlenden Kontakt des Schulterblatts (Scapula) zum Coracoid (Rabenbein) an. Mamoru Yabe zählt weitere Merkmale auf, darunter die aus Tränenbein und Infraorbitalen geformte röhrenförmige Struktur um die Orbita. Die Kieferanatomie der Cottoidea entspricht der Grundstruktur bei allen percomorphen Fischen. Im Zungenapparat fehlt Rhamphocottus richardsonii und Jordania zonope die Basihyale, ein Element zwischen den Zungenbeinen, während sie bei allen anderen Cottoidea vorhanden ist. Während ein generalisierter percomorpher Fisch im Schlund vier Pharyngealia mit drei Zahnplatten besitzt, treten bei den Cottoidea vier Typen auf: Typ A mit drei Pharyngealia und zwei Zahnplatten, Typ B mit zwei Pharyngealia und zwei Zahnplatten, Typ C mit zwei Pharyngealia und einer Zahnplatte und Typ D mit einer Pharyngealia und einer Zahnplatte. Auch in der Anatomie des Schulterblatts zeigen sich zwei Typen: Typ A mit einem geschlossenen Schulterblatt und einem Riss im vorn liegenden Teil des Knochens und Typ B mit einer Öffnung des Schulterblatts zum Cleithrum hin. Bei generalisierten percomorphen Fischen ist das Schulterblatt ohne Foramen und ohne Riss.

## Familien
- Tiefwassergroppen (Abyssocottidae)
- Panzergroppen (Agonidae)
- Antarktisgroppen (Bathylutichthyidae)
- Baikal-Ölfische (Comephoridae)
- Groppen (Cottidae)
- Ereuniidae
- Seeraben (Hemitripteridae)
- Dickkopf-Groppen (Psychrolutidae)
- Grunzgroppen (Rhamphocottidae)
- Normanichthyidae
- Seehasen (Cyclopteridae)
- Scheibenbäuche (Liparidae)